# Tandbergs Radiofabrik
Tandberg var en norsk elektronikfabrik. Den grundlagdes 1933 af civilingeniør Vebjørn Otto Tandberg som Tandberg Radiofabrikk. Fabrikker i bl a Kjelsås, Notodden, Kjeller, Skullerud og Haddington (England) fremstillede radioapparater, dataudstyr, sproglaboratorier, TV, båndoptagere og stereoudstyr. Tandberg opbyggede igennem 1950' og 1960'erne et internationalt omdømme inden for radio, TV og båndoptagere. Radiofabrikken Radionette blev sammenlagt med Tandberg 1972. Tandberg Radiofabrik gik konkurs i december 1978 og deltes op i nye afdelinger, som lever endnu i dag, dog inden for helt andre områder såsom data- og videokommunikation.